# 6 Dywizja Lotnictwa Transportowego
6 Gwardyjska Zaporoska Dywizja Lotnictwa Transportowego – lotniczy związek taktyczny Sił Zbrojnych Federacji Rosyjskiej.

## Struktura organizacyjna
W 1991
- dowództwo – Krzywy Róg, Ukraińska SRR
- 37 pułk lotnictwa transportowego – Zaporoże
- 338  pułk lotnictwa transportowego  – Zaporoże
- 363 Czerkieski pułk lotnictwa transportowego – Krzywy Róg